# Rafel Soler
Rafel Soler (Mallorca, primera mitad del XV) fue un autor de cartas portulanas de las que se conservan dos, una firmada y otra anónima pero con la misma caligrafía que la firmada.
Era hijo de Joan Soler, también maestro de cartas de navegar, del que no se conserva ninguna obra. A su vez, Joan era hijo del también cartógrafo Guillem Soler.
El estilo de las cartas de Rafel Soler reproduce algunos de los elementos del patrón soleriano desarrollado por su abuelo Guillem.

## Obras
- Carta sin fecha, aprox. 1440, Geographisches Institut der Humboldt-Universität zu Berlin (H. 14-12), área mediterránea. Escasamente decorada.[1]
- Carta sin fecha ni firma, primera mitad del siglo XV, Biblioteca Nacional de Francia (Res. Ge. B. 8268), área mediterránea y atlántica. Decorada y coloreada. Muchas leyendas, todas en catalán.[2]

## Genealogía de los cartógrafos Soler-Lloret
```
── 
Guillem Soler
 (doc. 1368-†<1402)
├── Joan Soler (doc. 1405-1409)
│ └── 
Rafel Soler
 (doc. 1420-†<1446)
│ └── Gabriel Soler (doc. 1446-1475)
└──Margarita ∞(<1402) Esteve Lloret
└── Rafael Lloret (doc. 1436-†<1451)
```